# مستشفى الملك شولالونغكورن
مستشفى الملك شولالونغكورن التذكاري (KCMH، (بالتايلندية: โรงพยาบาลจุฬาลงกรณ์) هو مستشفى عام في بانكوك، تايلاند. يشغله جمعية الصليب الأحمر التايلاندي، وهو مستشفى جامعي لكلية الطب بجامعة شولالونغكورن ومعهد سريسافارينديرا التايلاندي للصليب الأحمر للتمريض. المشفى واحد من أكبر المستشفيات في تايلاند بسعة 1,435 سرير وهو واحد من أفضلهم.

## تاريخ المستشفى
مستشفى الملك شولالونغكورن تم بناؤه بمبادرة ملكية من قبل الملك راما السادس وقد بادر الملك الى إنشاء جمعية الصليب الأحمر التايلندي بهدف توفير الرعاية الطبية للمرضى. وفق ثوابت الدول المتقدمة، ومنح أسم المستشفى الذي تم افتتاحه في 30 مايو 1914 حسب التوقيع الملكي جلالة الملك شولالونغكورن ليكون نصباً ملكياً تخليداً لذكرى ميلاد الملك. وتلتزم المستشفى بتقديم الخدمات العلاجية للجرحى والمرضى سواء في أوقات الحرب أو في الأوقات العادية. وذلك من خلال الإلتزام بالعزم الثابت على تقديم المساعدة للمصابين بشكل عام. دون اختيار أمة أو طبقة أو طائفة أو عقيدة أو دين أو رأي سياسي ممنهج.
في 23 أبريل 1946، أقدم الملك أناندا على منح الدرجات العلمية في كلية الطب قائلاً : "يتمنى جلالة الملك أن تنتج كلية الطب المزيد من الأطباء الذين يكملون البرنامج بنجاح للنهوض ومساعدة البلاد
لاحقاً قامت الحكومة التايلاندية بتنسيق المستشفى لتكون موقعاً لكلية الطب الثانية في تايلاند. وولدت كلية الطب الجديدة بهذا الاسم "كلية الطب، مستشفى الملك شولالونغكورن. حتى صدر قرار بنقل الكلية المكررة من جامعة الطب إلى الجامعة الأصلية التي كانت أساس تلك الكلية، كلية الطب، مستشفى شولالونغكورن. ولذلك تم نقلها الى الوكالة جامعة شولالونغكورن تحت الاسم الجديد " كلية الطب" جامعة الملك شولالونغكورن. تقدم مستشفى شولالونغكورن الخدمات الطبية من خلال التكنولوجيا الطبية والعلمية الحديثة. بهدف الوصول الى رعاية طبية فعالة. وقد تم تعزيز الأبحاث العلمية منذ تاريخ إفتتاح المستشفى. بالإضافة الى علاج المرضى، يمثل مستشفى شولالونغكورن مثابة مركز تدريب لطلاب الطب والأطباء المقيمين.

## المباني
داخل مستشفى شولالونغكورن هنالك العديد من المباني والهياكل ذات الأهمية التاريخية. إذ يضم نصب تذكارية ملكية للعديد من الأشخاص المهمين في العائلة المالكة.
وتتراوح أدوار وأهمية المباني فمثلا:
1. مبنى فاجيراياناونج يستخدم كعلاج طبي للرهبان المرضى والمبتدئين. ويستخدم كذلك لأداء مراسم الجدارة لإطعام الرهبان ومنها قبول التبرعات لصيانة الرهبان والمبتدئين المرضى فيما يتعلق بالعلاج الطبي. بما في ذلك قبول التبرعات لدعم العمليات في مستشفى شولالونغكورن ومكاتب مختلفة لجمعية الصليب الأحمر التايلاندي.
2. مبنى A.P.R، بداعي عدم كفاية الأطباء، قررت الحكومة التايلاندية أنتهاج سياسة لجميع كليات الطب لإنتاج المزيد من الأطباء. ولذلك تمت الموافقة على تشييد مبنى جديد. لدعم العدد المتزايد من طلاب الطب كل عام. وتمت الموافقة على الميزانية الوطنية لعام 1993 وفي 5 فبراير 1996، تم تقديم رسالة لطلب الإذن الملكي لاستخدام المونوغرام الملكي، أفتتح الملك بوميبول أدولياديج حفل افتتاح المبنى، يوم السبت 20 سبتمبر 2003، وهو عيد ميلاد الملك راما الثامن، ويتكون المبنى من 8 زوايا بأرتفاع 19 طابقاً، وأعلى المبنى مزين بالشعار الملكي يقع على طول طريق راتشادامري. والسمة المميزة للمبنى هو أنه يحتوي على الخطاب الملكي.
3. مبنى S.T.O، بهدف تعزيز سياسات صحة المسنين أعلنت مستشفى شولالونغكورن عن بناء مبنى للرعاية المتكاملة بالمسنين.

## الجوائز
توجت المستشفى بجائزة Zocial 2023 عن أفضل أداء للعلامة التجارية على وسائل التواصل الإجتماعي في تقديم الخدمات والأرشادات الطبية.